# Kaiji Kawaguchi
Kaiji Kawaguchi (jap. かわぐち かいじ Kawaguchi Kaiji) (ur. 27 lipca 1948) – japoński mangaka, autor m.in. Eagle oraz Zipang. 
Otrzymał trzykrotnie nagrodę Kōdansha Manga: za mangę Actor w 1987 roku, za The Silent Service w 1990 r. oraz za mangę Zipang w 2002 r. 
W 2006 roku otrzymał nagrodę Shōgakukan Manga za pracę A Spirit of the Sun.

## Prace
- Hard & Loose
- Actor
- The Silent Service
- Medusa
- YELLOW
- Cocoro
- Araragi Tokkyu
- Eagle
- Ruri no kamikaze
- Confession
- Seizon Life
- The Battery

## Wciąż ukazujące się
- Zipang
- A Spirit of the Sun